# إرفينج باتشيلر
إديسون إرفينج باتشيلر (26 سبتمبر 1859 - 24 فبراير 1950) (بالإنجليزية: Irving Bacheller). هو روائي وصحفي أمريكي. وهو أول من أسس نقابة صحفية حديثة في الولايات المتحدة. بدأ إرفينج باتشيلر الكتابة بنفسه. ونشرت أول رواية له عام 1892. عمل محرر في صحيفة نيويورك وورلد. وفي 1900 روايته «إبين هولدين» حققت نجاحاً كبيراً وكانت الرواية الرابعة الأكثر مبيعاً في الولايات المتحدة.

## وصلات خارجية
- إرفينج باتشيلر على موقع IMDb (الإنجليزية)
- إرفينج باتشيلر على موقع الموسوعة البريطانية (الإنجليزية)
- إرفينج باتشيلر على موقع قاعدة بيانات برودواي على الإنترنت (الإنجليزية)

- مؤلفات Irving Bacheller في مشروع غوتنبرغ
- Audio books by Irving Bacheller at Librivox